# Zabibah e il Re
Zabibah e il Re (arabo زبيبة والملك Zabībah wal-Malik) è un romanzo pubblicato originariamente in Iraq nel 2000 e attribuito a Saddam Hussein. La CIA ritiene che sia stato scritto da ghostwriter sotto la diretta influenza del rais.
Il romanzo, ricco di riferimenti autobiografici e allegorici, è incentrato su una travagliata storia d'amore tra un re e una povera popolana.

## Accoglienza
Il libro, subito dopo la sua uscita, è presto diventato un bestseller grazie anche al suo costo limitato di 1.500 dinari iracheni (meno di un dollaro USA) e del ricavato devoluto in favore di poveri e bisognosi.
Successivamente la televisione irachena ha prodotto una serie televisiva di Zabibah e il Re di 20 puntate, inoltre è stata data alla luce anche una trasposizione teatrale sotto forma di musical pubblicizzata come la più grande produzione nazionale di tutti i tempi.
Sacha Baron Cohen ne ha tratto un adattamento per il suo film Il dittatore (2012).

## Trama
La storia è ambientata ai tempi di Babilonia, quando 'Arab è il giovane legittimo erede al trono. Ma il protagonista deve contrastare le cospirazioni dei suoi molti fratellastri gelosi e alla fine si ritrova ad essere esiliato in un luogo lontano. Più tardi farà ritorno alla capitale quando, dopo l'avvelenamento del padre in seguito alle lotte di potere, con il supporto del popolo e dell'esercito diventerà finalmente re.
Divenuto re, durante uno dei suoi viaggi fuori dalla capitale 'Arab incontra una giovane donna chiamata Zabibah di cui si innamora. Zabibah è una donna semplice che conduce una vita in povertà vivendo in una piccola baracca ai piedi del palazzo di un emiro avido e malvagio chiamato Hezkel. Lei stessa è sposata con un odioso alleato di Hezkel, dopo un matrimonio forzato dalla caduta in disgrazia di suo padre.
Fin dal loro primo incontro 'Arab resta attratto dalla semplicità, bellezza e saggezza di Zabibah. I due intrecciano un amore platonico e Zabibah si scopre essere perfino più saggia del re, persuadendolo a credere in Allah e sventando una serie di subdoli complotti contro di lui.
Una notte, all'interno di un complotto ordito da Hezkel e dalla sua banda, Zabibah viene violentata dal marito ripudiato (ovvio riferimento all'inizio della Guerra del Golfo). Zabibah comprende le dimensioni della cospirazione e corre al palazzo per avvisare il re di una imminente ribellione. Il re, a sua volta, promette solennemente di vendicarsi e di salvare l'onore di Zabibah. 'Arab mobilita il suo esercito mentre la donna capeggia la rivolta contro i cospiratori: ne nasce una battaglia in cui vengono uccisi la stessa Zabibah e il suo malvagio marito. È il 17 gennaio.
Zabibah viene proclamata "martire del popolo" e viene sepolta accanto al malvagio marito, la cui tomba viene riempita con pietre e spazzatura. Il re annuncia che la data del 17 gennaio verrà ricordata ogni anno portando i fiori sulla tomba di Zabibah e scagliando pietre su quella del marito, simbolo di tutti "gli invasori e i traditori". Inoltre annuncia di avere sposato Zabibah poco prima della battaglia e di averle promesso di formare un consiglio del popolo per discutere il futuro della monarchia.

## Personaggi
I personaggi principali di Zabibah e il Re sono i seguenti:
- 'Arab — Il protagonista della storia destinato a diventare re. Il personaggio rappresenta Saddam Hussein.
- Zabibah — Una povera donna di umili origini, infelicemente sposata, che diviene l'amante di 'Arab. Zabibah simboleggia il popolo iracheno.
- Il marito di Zabibah — Un uomo crudele che simboleggia gli Stati Uniti.
- Hezkel — Un emiro antagonista di 'Arab. Rappresenta Israele.
- Shamil — Un altro antagonista di 'Arab. Rappresenta sia gli ebrei che i mercanti.
- Nuri Chalabi — Un antagonista di 'Arab e signore feudale. Il suo personaggio rappresenta Ahmed Chalabi, capo del Congresso nazionale iracheno, un movimento di opposizione iracheno finanziato dagli Stati Uniti.